# Tremp (kommun)
Tremp är en kommun i Spanien.   Den ligger i provinsen Província de Lleida och regionen Katalonien, i den nordöstra delen av landet, 400 km öster om huvudstaden Madrid. Antalet invånare är 6 515. Arean är 304 kvadratkilometer. Tremp gränsar till El Pont de Suert, Conca de Dalt, Salàs de Pallars, Talarn, Castell de Mur, Sant Esteve de la Sarga, Isona i Conca Dellà, Gavet de la Conca, Puente de Montañana, Arén och Sopeira. 
Terrängen i Tremp är kuperad västerut, men österut är den bergig.
Tremp delas in i:
- Vilamitjana